# Saffierblauwtje
Het saffierblauwtje (Kretania pylaon) is een vlinder uit de familie van de Lycaenidae. De wetenschappelijke naam is in 1832 voor het eerst gepubliceerd door Johann Gotthelf Fischer von Waldheim als Lycaena pylaon.
De vlinder heeft een spanwijdte van 28 tot 34 millimeter.
Het saffierblauwtje gebruikt soorten hokjespeul als waardplant. De rups eet van de blaadjes en overwintert in een vroeg stadium. Mieren bezoeken de rupsen en verpopping vindt ook plaats bij mierennesten. De vliegtijd is van april tot augustus in een jaarlijkse generatie. 
In Europa komt de soort alleen voor in Oekraïne en Rusland. Van daar komt de soort voor tot het zuiden van Siberië en het noorden van Mongolië.